# Tiit Vähi
Tiit Vähi (* 10. ledna 1947, Valga) je estonský politik. V letech 1995-1997 byl premiérem Estonska, řízením tohoto úřadu byl pověřen již roku 1992, tehdy ještě jako nestraník. V letech 1989-1992 byl ministrem dopravy a komunikací, navíc byl odpovědný za severní regiony země se silnou ruskou menšinou. Jeho první vláda zavedla estonskou měnu, korunu. Podruhé se role premiéra ujal již jako lídr liberálně orientované Estonské koaliční strany (Eesti Koonderakond). Strana zanikla roku 2001.